# Фрідріх Голь
Фрідріх Голь (нім. Friedrich Holl) — німецький фармацевт, аптекар і ботанік. Його офіційна ботанічна авторська абревіатура — «Holl». Працював у Дрездені.
Фрідріх Голь збирав рослини, зокрема, на Мадейрі (1827) і в Португалії (1828). Автор праць «Флора Саксонії» (Flora von Sachsen, 1842), написаних спільно з Густавом Гейнгольдом, і Словника німецьких назв рослин (Wörterbuch deutscher Pflanzennamen, 1833), а також Довідника з палеонтології. Також Голь вказаний автором праці «Губки Німеччини у висушених зразках» (Werkes Deutschlands Schwämme in getrockneten Exemplaren, 1817), поряд із Густавом Кунце та Йоганном Карлом Шмідтом.